# Eleanore Griffin
Eleanore Griffin (* 29. April 1904 in Saint Paul, Minnesota; † 25. Juli 1995 in Woodland Hills, Los Angeles) war eine US-amerikanische Drehbuchautorin.

## Leben
Eleanore Griffin begann 1937 ihre Karriere als Drehbuchautorin bei Universal Studios. Kurz darauf arbeitete sie für MGM, wo sie zusammen mit Dore Schary die Vorlage für den Film Teufelskerle (1938) schrieb. Für diese Vorlage gewannen Griffin und Schary 1939 den Oscar in der Kategorie Beste Originalgeschichte. Danach war Griffin für andere Studios wie Paramount Pictures und 20th Century Fox tätig. Für Columbia Pictures überarbeitete Griffin das Drehbuch von Howard Hawks’ Fliegerfilm S.O.S. Feuer an Bord (1939), in dem Cary Grant und Jean Arthur die Hauptrollen spielten und mit dem Rita Hayworth ihren Durchbruch schaffte. Für Douglas Sirks Melodram Solange es Menschen gibt (1959) adaptierte Griffin den gleichnamigen Roman von Fannie Hurst. Fünf Jahre später zog sie sich aus dem Filmgeschäft zurück. Sie starb 1995 nach langer Krankheit im Motion Picture and Television Fund Hospital in Woodland Hills, Los Angeles.

## Filmografie (Auswahl)
- 1938: Teufelskerle (Boys Town)
- 1939: S.O.S. Feuer an Bord (Only Angels Have Wings)
- 1941: Blondie in Society
- 1941: I Wanted Wings
- 1943: Die Hölle von Oklahoma (In Old Oklahoma)
- 1955: Ein Mann namens Peter (A Man Called Peter)
- 1955: Guten Morgen, Miss Fink (Good Morning, Miss Dove)
- 1959: Solange es Menschen gibt (Imitation of Life)
- 1959: Der dritte Mann im Berg (Third Man on the Mountain)
- 1961: Endstation Paris (Back Street)

## Auszeichnungen
- 1939: Oscar in der Kategorie Beste Originalgeschichte zusammen mit Dore Schary für Teufelskerle